# شادن محمد الحسن
شادن محمد الحسن (1986-12 مايو 2023)، المعروفه أيضًا باسم شادن قردود أو الحاكمة شادن، كانت مغنيًا سودانيًه ومدافعًه عن السلام، وقُتلت خلال نزاع السودان عام 2023.

## سيرة شخصية

### النشأة والتعليم
ولدت شادن محمد الحسن في الأبيض، شمال كردفان، السودان عام 1986. درست الاقتصاد في جامعة أم درمان الأهلية، لكنها اتجهت نحو الفن، وخاصة الغناء الشعبي والتراثي لإقليم كردفان.

### حياة مهنية
كانت شادن فنانة شابة دافعت عن السلام والعدالة من خلال أغانيها وكلماتها. اشتهرت شادن بلقب "الحكامة" الذي عادة ما يطلق على النساء الرائدات في دارفور وكردفان المعروفين بشعرهن وغنائهن، ولديهن سلطة كبيرة على الرجال في تلك المجتمعات.
قامت بانتظام بعمل فيديوهات مباشرة على فيسبوك تتحدث عن الاشتباكات والقصف في حيها، وكتبت بشكل مكثف ضد الحرب. كان لشادن دور بارز في الدفاع عن الجماعات الشعبية المناهضة للحكم العسكري، وشاركت أغانيها مع المتظاهرين السلميين خلال الثورة السودانية التي تمكنت من قلب نظام عمر البشير الذي حكم البلاد ثلاثة عقود. كانت حاضرة بأغانيها في اعتصام قيادة الجيش، الذي نظمه مئات الآلاف من المتظاهرين للمطالبة بالحكم المدني، بعد سقوط البشير واستيلاء قادة الجيش على السلطة.

### موت
أصيبت شادن بجروح قاتلة وتوفيت خلال معركة أم درمان في صراع السودان عام 2023. عاش شادن بالقرب من مبنى الإذاعة والتلفزيون الوطني، الذي كان مكانًا للقتال العنيف منذ اليوم الأول للصراع. سيطرت قوات الدعم السريع على المبنى، وغالبًا ما تعرضت للهجوم من البر والجو من قبل الجيش السوداني. قبل وفاتها بفترة وجيزة، انتشر مقطع فيديو لها على الإنترنت تخبر ابنها بالابتعاد عن النوافذ.

## أنظر أيضا
- آسيا عبد المجيد
- عمر احساس